# Keita Kanemoto
Keita Kanemoto (jap. 金本 圭太 Kanemoto Keita; ur. 13 lipca 1977) – japoński piłkarz występujący na pozycji pomocnika.

## Kariera klubowa
Od 1996 do 2003 roku występował w klubach Sanfrecce Hiroszima i Oita Trinita.